# Daniel Novák (basketbalista)
Daniel Novák (* 2. února 1978 Bratislava) je slovenský basketbalista hrající českou Národní basketbalovou ligu za tým BK Prostějov. Hraje na pozici křídla.
Je vysoký 201 cm, váží 107 kg. Na konci sezóny se nedohodl na prodloužení smlouvy a přestoupil do AŠK Inter Bratislava.

## Kariéra v NBL
- 2006 - 2007 : BK Prostějov

## Statistiky
| Sezóna   | Soutěž      | Odehrané minuty | Průměr na zápas | Body | Průměr na zápas |
| -------- | ----------- | --------------- | --------------- | ---- | --------------- |
| 2006/07* | Mattoni NBL | 295.8           | 16.4            | 129  | 7.2             |

- Rozehraná sezóna - údaje k 20.1.2007